# بیبی آندرشون
بریت الیزابت آندرشون (به سوئدی: Berit Elisabeth Andersson) ‏(۱۱ نوامبر ۱۹۳۵ – ۱۴ آوریل ۲۰۱۹) شناخته شده با نام بیبی آندرشون (به سوئدی: Bibi Andersson) هنرپیشهٔ سوئدی بود که بیشتر به خاطر همکاری‌اش با اینگمار برگمان شناخته می‌شود.

## ابتدای زندگی و حرفه
آندرسون در کونگشولم، استکهلم از والدینی به نام‌های کارین (née مانسیون)، یک مددکار اجتماعی، و ژوزف آندرشون، یک تاجر، زاده شد. و در مدرسه درام ترسروس و در مدرسه تئاتر دراماتیک سلطنتی (۱۹۵۴–۱۹۵۶) بازیگری آموخت. پس از اتمام مدرسه، پیوستن به تئاتر دراماتیک سلطنتی در استکهلم را پذیرفت، که به مدت ۳۰ سال با آن همکاری کرد. اولین همکاری اش با اینگمار برگمن در سال ۱۹۵۱ بود، زمانی که با او در تبلیغات برای مواد شوینده «بریس» همکاری کرد. در دهه‌های ۱۹۵۰، ۱۹۶۰ و ۱۹۷۰، آندرشون در ده فیلم سینمایی و سه فیلم تلویزیونی به کارگردانی برگمان نقش آفرینی نمود. جایزه بهترین بازیگر زن جشنواره فیلم کن ۱۹۵۸ را به خاطر بازی در فیلم آستانه زندگی مشترکاً همراه اینگرید تولین و ایوا دالبک دریافت نمود. در سال ۱۹۶۳، آندرشون برنده خرس نقره‌ای برای بهترین بازیگر زن در سیزدهمین جشنواره بین‌المللی فیلم برلین، به خاطر ایفای نقش معشوقه در فیلم ویلگوت خومان شد.

## از میانه دهه ۱۹۶۰
تجسم عمیق او از پرستار آلما در سال ۱۹۶۶ در فیلم پرسونا منجر به افزایش نقش‌های پیشنهادی به او شد. در همان سال در مقابل جیمز گارنر و سیدنی پوآتیه، در فیلم وسترن خشن دوئل در دیابلو ظاهر شد. به همکار ی‌های بیشتر با برگمان ادامه داد، و همچنان‌که با جان هیوستن (نامه کرملین ۱۹۷۰) و رابرت آلتمن (کوئین‌تت ۱۹۷۹) کار کرد. نخستین کار او در تئاتر آمریکا در سال ۱۹۷۳ با ساخت دایره کامل اثر اریش ماریا رمارک بود. در سال ۱۹۹۰، او به عنوان یک کارگردان تئاتر در استکهلم به فعالیت پرداخت و چندین نمایش در Royal Dramatic Theatre به روی صحنه برد. در اواخر دههٔ ۱۹۸۰ واوایل ۱۹۹۰، آندرشون بیشتر در تلویزیون و به عنوان یک بازیگر تئاتر کار می‌کرد، در این بین با برگمان نیز مانند دیگران کار می‌کرد. وی همچنین سرپرست یک پروژه انسان‌دوستانه تحت عنوان جاده ای به سارایوو بود.

## زندگی شخصی
در سال ۱۹۹۶، خودزندگینامهٔ ای تحت عنوان یک لحظه (به سوئدی: Ett ögonblick)، یا به معنای واقعی کلمه، یک چشم زدن) را به چاپ رساند. در ۱۹۶۰ او برای نخستین بار با کیل گرید کارگردان ازدواج کرد و سپس از او جدا شد. از او صاحب یک دختر به نام جنی شد. در سال ۱۹۷۸، با سیاستمدار و نویسنده پرل المارک ازدواج کرد و در سال ۱۹۸۱ از هم جدا شدند. آندرسون سپس در ۲۹ مه ۲۰۰۴ با گابریل مورا بازا ازدواج کرد. در سال ۲۰۰۹ او دچار سکته مغزی شد. و در فرانسه در بیمارستان بستری شد، و توانایی سخن گفتن را از دست داد.
آندرشون در تاریخ ۱۴ آوریل ۲۰۱۹ در سن ۸۳ سالگی درگذشت. از وی یک دختر به نام جنی به یادگار مانده‌است.

## همکاری با برگمان
از جمله در فیلم‌های مهر هفتم، توت فرنگی‌های وحشی، چهره، فلوت سحرآمیز، مصائب آنا، تماس و پرسونا با اینگمار برگمان همکاری کرد.

## فیلمشناسی
آندرشون در فیلم‌های زیر بازی کرده‌است:
- خانوم جولی (۱۹۵۱)
- A Night at Glimmingehus (۱۹۵۴)
- لبخندهای یک شب تابستانی (۱۹۵۵)
- Last Pair Out (۱۹۵۶)
- Egen ingång (۱۹۵۶)
- مهر هفتم (۱۹۵۷)
- Mr. Sleeman Is Coming (۱۹۵۷)
- توت‌فرنگی‌های وحشی (۱۹۵۷)
- Summer Place Wanted (۱۹۵۷)
- You Are My Adventure (۱۹۵۸)
- آستانه زندگی (۱۹۵۸)
- Rabies (۱۹۵۸)
- چهره (۱۹۵۸)
- چشم اهریمن (۱۹۶۰)
- The Pleasure Garden (۱۹۶۱)
- The Mistress (۱۹۶۲)
- Square of Violence (۱۹۶۳)
- All These Women (۱۹۶۴)
- Ön (۱۹۶۶)
- خواهرم، عشقم (۱۹۶۶)
- Duel at Diablo (۱۹۶۶)
- پرسونا (۱۹۶۶)
- ببخشید، موافقید یا مخالف؟، (۱۹۶۶)
- دختران (۱۹۶۸)
- Blow Hot, Blow Cold (۱۹۶۹)
- مصائب آنا (۱۹۶۹)
- The Kremlin Letter (۱۹۷۰)
- تماس (۱۹۷۱)
- صحنه‌هایی از یک ازدواج (۱۹۷۳)
- It's Raining on Santiago (۱۹۷۵)
- بلاندی (۱۹۷۶)
- I Never Promised You a Rose Garden (۱۹۷۷)
- An Enemy of the People (۱۹۷۸)
- کوئینتت (۱۹۷۹)
- کنکورد … فرودگاه ۷۹ (۱۹۷۹)
- Marmalade Revolution (۱۹۸۰)
- بی‌پناه (۱۹۸۳)
- A Hill on the Dark Side of the Moon (1983)
- Sista leken (۱۹۸۴)
- Wallenberg: A Hero's Story (۱۹۸۵) (TV)
- Poor Butterfly (۱۹۸۶)
- ضیافت بابت (۱۹۸۷)
- Creditors(۱۹۸۸)
- Dreamplay (۱۹۹۴)
- The Butterfly's Dream (۱۹۹۴)
- الینا (۲۰۰۲)
- The Lost Prince (۲۰۰۳) (TV)
- آرن: شوالیه معبد (۲۰۰۷)

## جوایز و افتخارات
- 2006 - جایزه افتتاحیه سی سالگی ایبسن[۱۲]
- نامگذاری سیاره کوچک فهرست سیارک‌ها (۷۳۰۰۱–۷۴۰۰۱) به نام وی که توسط اریک والتر الست کشف شده‌است[۱۳]